# Famille de Tosny
La famille de Tosny est un important lignage noble de la Normandie ducale (Xe-XIIe siècles) même si elle ne compta aucun comte ou vicomte. Son premier membre est Raoul Ier de Tosny (mort après 1024).

## Personnalités

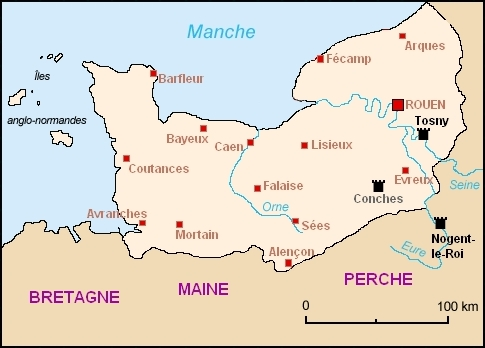
Le duché de Normandie dans la seconde moitié du XIe siècle avec les principaux châteaux de la famille de Tosny (en noir)

Venus certainement d'Île-de-France, les Tosny se sont installés en Normandie au Xe siècle pour collaborer avec les descendants des Vikings. Ils font partie de cette nouvelle élite qui apparaît autour des ducs Richard Ier et Richard II à la charnière du Xe et du XIe siècle. En 991, Raoul Ier de Tosny est le témoin du premier traité international qu'ait conservé l'histoire normande (accord entre le duc Richard Ier et le roi anglo-saxon Æthelred II). Parmi les premiers Normands, il part combattre en Italie du Sud. Son petit-fils Raoul II fait partie des plus grands barons autour de Guillaume le Conquérant (1035-1087). Il est le porte-étendard des Normands en 1054.
Des récits, plus ou moins légendaires, se sont dessinés autour d'eux : les chroniqueurs rapportent les exploits de Roger Ier, le Mangeur de Maures, en Espagne. Sa femme, Godehildis/Gotelina, est liée à un miracle à Sainte-Foy de Conques. Au début du XIIe siècle, Orderic Vital explique que la famille descendrait de Malahulce, oncle de Rollon.

## Histoire

### La constitution de sa puissance
Comme plusieurs lignages normands (par exemple les Beaumont), l'origine de puissance des Tosny provient de deux sources :
- la récupération de biens d'Église. Selon Lucien Musset, l'archevêque de Rouen Hugues (942-989) aurait distrait du patrimoine de sa cathédrale quelques terres au profit de son frère Raoul Ier
- la concession de terres de la part des ducs de Normandie, notamment Richard II.

Plus original, les Tosny ont probablement acquis une partie de leur fortune par des aventures lointaines. Raoul Ier et Roger Ier ont combattu en Apulie et en Espagne dans le premier quart du XIe siècle.

### Les aléas de son histoire
Raoul II de Tosny participe à la conquête de l'Angleterre en 1066. Le duc le récompense assez chichement de domaines outre-Manche : les deux baronnies de Flamstead (Hertfordshire) et de Wrethamthorpe (Norfolk) en sont les parties les plus notables. Trois autres membres de la famille sont gratifiés : Robert de Stafford, le frère de Raoul, Robert de Belvoir et son fils Béranger, appartenant à une branche collatérale. Globalement les Tosny ne paraissent pas jouer de rôle important en Angleterre. En Normandie, ils sont particulièrement actifs durant les troubles qui suivent la mort de Guillaume le Conquérant (1087) et lors du conflit entre Mathilde et Étienne de Blois (1135-1144). Cependant, le XIIe siècle donne l'impression d'un déclin familial, par rapport à quelques lignages voisins de Normandie orientale : les Beaumont-Meulan, les Montfort, les Harcourt.
En 1204, Roger IV de Tosny par son soutien à Jean sans Terre perd tous ses fiefs continentaux. La famille doit donc se replier en Angleterre où elle mène une carrière de second plan. En 1309, la lignée masculine s'éteint.

### La gestion des biens
Comme tout baron normand, les Tosny ont des fiefs dispersés dans toute la Normandie et l'Angleterre. En 1077, le mariage entre Raoul II et Isabelle de Montfort permet aux Tosny de diriger la châtellenie de Nogent-le-Roi, jusqu'aux alentours de 1200. Les possessions de la famille dépassent donc la frontière du duché de Normandie. Toutefois, on repère très bien que sur le continent, le cœur de leur patrimoine se situe autour de Conches-en-Ouche. Une partie des fiefs est inféodée à une petite clientèle de vassaux.
La famille donne aux abbayes, notamment à celle qu'elle a fondée (le monastère Saint-Pierre de Castillon vers 1035). Après 1066, comme le remarque Lucien Musset, les Tosny se montrent surtout libéraux avec leur fiefs anglais alors qu'ils évitent de diminuer leur patrimoine normand.
Les textes apportent peu d'informations sur l'administration des biens. On sait que des prévôts étaient installés dans les principaux centres.

## Possessions
La baronnie des Tosny est axée sur deux pôles, Conches et Tosny (dans la boucle de la Seine immédiatement en amont des Andelys).
Selon l'état des fiefs de 1172, l'honneur comptait 50 ou 51 fiefs de chevaliers. Les terres se trouvent essentiellement en Haute-Normandie, plus exactement entre Risle et Iton. La vaste forêt de Conches en forme le centre. Il faut ajouter des domaines dispersés en vallée d'Eure (Fontaine-sous-Jouy, Cailly-sur-Eure, Planches, Acquigny), en vallée de la Seine (Tosny, Villers-sur-le-Roule, Bernières-sur-Seine), en Vexin Normand (Vesly, Guerny, Villers-en-Vexin, Hacqueville, Heuqueville, Val de Pîtres), en Pays de Caux et Talou autour de Blainville-Crevon, de Mortemer-sur-Eaulne, de Dieppe et de Yerville. Beaucoup de ces terres sont inféodées à des vassaux, notamment les Clères.
Orderic Vital mentionne les quatre principaux châteaux de la baronnie en 1119 : Conches, Tosny, Portes, Acquigny.

## Généalogie
```
Hugues de 
Calvacamp

│
├─> 
Hugues
, archevêque de Rouen (942-989)
│
│
└─> 
Raoul (
I
)
 (
†
 
1024 ou 1025)
    │
    ├─>...
    │  │
    │ ?
    │  └─> 
Robert
 (
†
 
1088), lord de Belvoir
    │      │
    │      │
    │      ├─> Béranger
    │      │
    │      │
    │      └─> Alice (
†
 
après 1129)
    │          × 
Roger Bigot

    │
    └─> 
Roger (
I
)
, ou Roger d'Espagne (
†
 
vers 1040)
        × Godehilde
        │
        ├─> Herbert (
†
 
vers 1040)
        │
        ├─> Helinant (
†
 
vers 1040)
        │
        ├─> 
Raoul (
II
) de Conches
 et de Tosny (
†
 
1102)
        │   × Isabelle de Montfort
        │   │	
        │   ├─> 
Raoul (
III
) de Tosny
, dit 
le jeune
 (
†
 
1126)
        │   │   × Adelise, fille de 
Waltheof de Northumbrie

        │   │   │
        │   │   ├─> 
Roger (
III
)
 (
†
 
vers 1157-1162)
        │   │   │   × Ida de Hainaut
        │   │   │   │
        │   │   │   └─> 
Raoul (
IV
)
 (
†
 
1162)
        │   │   │       × Marguerite de Leicester
        │   │   │       │
        │   │   │       └─> 
Roger (
IV
)
 (
†
 
1208 ou 1209) 
        │   │   │           × Constance de Beaumont        
        │   │   │
        │   │   ├─> Goldchilde
        |   |   |   × 
Robert
, seigneur de Neubourg
        │   │   │ 
        │   │   └─> Hugues (
†
 
vers 1140)
        │   │
        │   │
        │   ├─> Roger (
II
) (
†
 
1090 ou 1091)
        │   │
        │   └─> Godehilde (
†
 
1097)
        │       × (1) 
Robert 
I
er
, 
comte de Meulan
 (douteux)
        │       × (2) 
Baudouin de Boulogne
, 
roi de Jérusalem

        │
        ├─> 
Robert de Stafford
 (
†
 
1088)
        │    │
        │    └─> Nicolas de Stafford (
†
 
vers 1138)
        │        │
        │        └─> Robert (
II
) de Stafford (
†
 
vers 1177-1185)
        │            │
        │            └─> Robert (
III
) de Stafford (
†
 
vers 1193-1194)
        │  
        │
        ├─> Béranger l'Espagnol	
        │
        ├─> Adelise
        │   × 
Guillaume Fitz Osbern
  
        │
        └─> Berthe (
†
 
vers 1040)
            × 
Guy de Laval
```